# Magnum Opus (Malmsteenov album)
Magnum Opus studijski je album švedskog glazbenika, gitarista Yngwie Malmsteena koji je objavljen u listopadu 1995. godine. Skladbe na albumu poput, "Vengeance", "Fire In The Sky" i "I'd Die Without You" snimljene su u njegovom prepoznatljivom neo-klasičnom stilu. Pjesma "Cantabile" bonus je dodatak koji izlazi 2000.g. u ponovljenom izdanju samo za japansko tržište.

## Popis pjesama
Glazbu za album napisao je Yngwie Malmsteen.
1. "Vengeance" – 4:49 (Tekst: Michael Vescera, Malmsteen)
2. "No Love Lost" – 3:07 (Tekst: Vescera)
3. "Tomorrow's Gone" – 5:20 (Tekst: Vescera)
4. "The Only One" – 4:01 (Tekst: Vescera)
5. "I'd Die Without You" – 5:49 (Tekst: Malmsteen)
6. "Overture 1622"  – 2:41
7. "Voodoo VIII" – 6:18 (Tekst: Malmsteen)
8. "Cross the Line" – 3:32 (Tekst: Vescera)
9. "Time Will Tell" – 5:08 (Tekst: Vescera)
10. "Fire in the Sky" – 4:57 (Tekst: Malmsteen)
11. "Amberdawn" – 4:24
12. "Tournament" – 2:04

## Osoblje
- Yngwie J. Malmsteen: električna gitara, akustična gitara, sitar, prateći vokali
- Michael Vescera: vokal
- Mats Olausson: klavijature
- Barry Sparks: bas-gitara
- Shane Galaas: bubnjevi